# Stora Gladtjärnen
Stora Gladtjärnen är en sjö i Smedjebackens kommun i Dalarna och ingår i Norrströms huvudavrinningsområde. Sjön har en area på 0,348 kvadratkilometer och ligger 181 meter över havet.

## Delavrinningsområde
Stora Gladtjärnen ingår i det delavrinningsområde (667309-149322) som SMHI kallar för Utloppet av Långsjön. Medelhöjden är 191 meter över havet och ytan är 16,65 kvadratkilometer. Det finns ett avrinningsområde uppströms, och räknas det in blir den ackumulerade arean 38,29 kvadratkilometer. Larsboån som avvattnar avrinningsområdet har biflödesordning 4, vilket innebär att vattnet flödar genom totalt 4 vattendrag innan det når havet efter 245 kilometer. Avrinningsområdet består mestadels av skog (82 procent). Avrinningsområdet har 2,6 kvadratkilometer vattenytor vilket ger det en sjöprocent på 6,8 procent.